# 의리없는 전쟁
의리없는 전쟁(仁義なき戰い: Battles Without Honor And Humanity)은 일본에서 제작된 후카사쿠 킨지 감독의 1973년 드라마 영화이다. 스가와라 분타 등이 주연으로 출연하였다.

## 출연

### 주연
- 스가와라 분타
- 마츠카타 히로키
- 우메미야 타츠오

### 조연
- 와타세 츠네히코
- 카네코 노부오
- 이부키 고로
- 카와지 타미오
- Eiko Nakamura
- 나와 히로시
- 타나카 쿠니

## 제작진
- 미술: 스즈키 타카토시